# كهف الفندق
كهف الفندق هو كهف يقع بمنطقة الصمان شمال شرق مدينة الرياض بالسعودية.

## الموقع
يقع الكهف بالصمان على بعد 220 كيلو متر، شمال شرق مدينة الرياض.

## التسمية
تم تسميته من قبل هيئة المساحة الجيولوجية السعودية.